# Kiyoshi Nakamura (Fußballspieler)
Kiyoshi Nakamura (jap. 中村 聖, Nakamura Kiyoshi; * 20. Mai 1971 in der Präfektur Shiga) ist ein ehemaliger japanischer Fußballspieler.

## Karriere
Nakamura erlernte das Fußballspielen in der Schulmannschaft der Moriyama High School. Seinen ersten Vertrag unterschrieb er 1990 bei Toyota Motors. Der Verein spielte in der höchsten Liga des Landes, der Japan Soccer League. Für den Verein absolvierte er 20 Erstligaspiele. 1992 wechselte er zu Shimizu S-Pulse. Der Verein spielte in der höchsten Liga des Landes, der J1 League. Für den Verein absolvierte er neun Erstligaspiele. 1996 wechselte er zum Zweitligisten Ventforet Kofu. Für den Verein absolvierte er 24 Spiele. Ende 1998 beendete er seine Karriere als Fußballspieler.

## Erfolge
Shimizu S-Pulse
- J.League Cup

Finalist: 1992, 1993